# Glucosylcéramidase
 (avril 2023).
Si vous disposez d'ouvrages ou d'articles de référence ou si vous connaissez des sites web de qualité traitant du thème abordé ici, merci de compléter l'article en donnant les références utiles à sa vérifiabilité et en les liant à la section « Notes et références ».
La glucosylcéramidase (EC 3.2.1.45), encore appelée β-glucosidase acide, β-glucocérébrosidase et D-glucosyl-N-acylsphingosine glucohydrolase, est une hydrolase qui catalyse le clivage de la liaison entre l'unité céramide et le résidu de glucose d'un glucocérébroside. Cette enzyme se trouve dans les lysosomes et a une masse de 59,7 kDa.
Les mutations de cette enzyme provoquent une maladie lysosomale caractérisée par l'accumulation de glucocérébrosides dans les lysosomes et appelée maladie de Gaucher.
Il existe une autre enzyme possédant une activité similaire, située dans le cytosol — par conséquent « non acide » — et appelée simplement β-glucosidase (EC 3.2.1.21).